# Becadell pintat americà
El becadell pintat americà(Nycticryphes semicollaris) és un ocell limícola de la família dels rostratúlids (Rostratulidae) i única espècie del gènere Nycticryphes, si bé sovint és ubicat a Rostratula. Habita zones empantanegades al centre de Xile, el Paraguai, sud-est del Brasil i des d'Uruguai fins al centre de l'Argentina.